# Hydrosmecta subparilis
Hydrosmecta subparilis är en skalbaggsart som beskrevs av Thomas Casey 1910. Hydrosmecta subparilis ingår i släktet Hydrosmecta och familjen kortvingar. Inga underarter finns listade i Catalogue of Life.